# Konstytuanta
Konstytuanta – organ powołany specjalnie przez suwerena (naród), złożony z reprezentantów wybranych przez niego, któremu powierzone zostaje opracowanie i uchwalenie konstytucji. Sposób ten był często stosowany dawniej, np. Norwegia (1814), Rosja (1918), Włochy (1947). Mianem konstytuanty można określić również parlament, który działając w szczególnym trybie może być podmiotem uchwalającym konstytucję np. Zgromadzenie Narodowe w Polsce w latach 1992–1997 lub Sejm Śląski w latach 1922–1929.
Termin „Konstytuanta” został również użyty jako nazwa Zgromadzenia Narodowego we Francji (Assemblée Nationale Constituante), w które przekształciło się zebranie stanu trzeciego Stanów Generalnych (zwołanych przez króla Ludwika XVI Burbona w 1789). Zniosło ono podział społeczeństwa na stany i przyznało prawa polityczne obywatelom płacącym wysokie podatki (cenzus majątkowy). Zostało rozwiązane 3 września 1791, przedkładając królowi gotową Konstytucję.
Termin używany także jako nazwa Zgromadzenia Ustawodawczego Rosji – wybranego 25 listopada 1917 i rozwiązanego przez bolszewicki rząd 19 stycznia 1918, po odmowie zatwierdzenia jego dekretów.